# Sangthong
Sangthong es un distrito de la prefectura de Vientián, Laos. A 1 de marzo de 2015 tenía una población censada de 29 509 habitantes.
Se encuentra ubicado al noroeste del país, junto a una curva del río Mekong, bordeando la frontera con Tailandia.